# Melinahuluvathi, Chikmagalur
Melinahuluvathi là một làng thuộc tehsil Chikmagalur, huyện Chikmagalur, bang Karnataka, Ấn Độ.